# Muhammad Husayn Bushrui
Muhammad Husayn Bushrui (1814 - 2 de febrer de 1849) fou un mul·là persa, primer convers al babisme, nadiu del Khorasan d'una família de mercaders.
Va estudiar a Mashad, Teheran, Esfahan i Karbala on fou deixeble de Sayyid Kàzim Raixtí cap de l'escota shaykita. Mort Rashti el 1844, Bushrui se'n va anar a Kirman per escoltar al cap religiós Karim Khan Kirmani i pel camí, a Siraz, va trobar un vell amic, Sayyid Ali Muhammad Shirazi, que va volia succeir a Rashti i es va declarar el Bab (Bab al-imam). Bushrui el va reconèixer i fou designat lloctinent (bab al-bab). El Bab va agafar el títol de kaim (1848) i el de Bab fou transferit a Bashrui. Llavors va fundar una comunitat babi a Mashad.
El juliol de 1848 va haver de fugir de Mashad per dificultats amb les autoritats i va marxar a l'Azerbaidjan amb la idea d'alliberar al Bab que havia estat empresonat allí, però foren bloquejats a la fortalesa-mausoleu de Shaykh Abu Ali al Fadl Tabarsi al Mazanderan. Allí va encoratjar la resistència i fou mort en una sortida el 2 de febrer de 1849. Els babis que no van morir es van rendir el maig.